# Цю Бо
Цю Бо  (кит.: 邱 波, 31 січня 1993) — китайський стрибун у воду, олімпійський медаліст.

## Виступи на Олімпіадах
| Олімпіада   | Дисципліна | Місце |
| ----------- | ---------- | ----- |
| Лондон 2012 | вишка      | 2     |

## Зовнішні посилання
- Досьє на sport.references.com